# Aranyosfő
Aranyosfő (románul Scărișoara) falu Romániában, Erdélyben, Fehér megyében, az azonos nevű község központja.

## Fekvése
A Gyalui-havasok alatt, a Bihar-hegységben eredő Nagy-Aranyos patak mellett, az Aranyos völgyében, Abrudbányától északnyugatra, Fehérvölgytől nyugatra fekvő település.

## Története
Aranyosfő nevét 1733-ban említette először oklevél Reul Mare alakban.
1750-ben Riul Mare, 1770-ben Szkeresóra, 1850-ben Sczerisora, Lapus, 1854-ben Szkerisora, 1861-ben Szkerisora, 1913-ban Aranyosfő néven írták.
1910-ben 6275 lakosából 15 magyar, 6246 román volt. Ebből 6260 görögkeleti ortodox volt.
A trianoni békeszerződés előtt Torda-Aranyos vármegye Topánfalvi járásához tartozott.

## Nevezetességek
- A település közelében található az Aranyosfői-jégbarlang.